# Distretto di Karakeçili
Il distretto di Karakeçili (in turco Karakeçili ilçesi) è uno dei distretti della provincia di Kırıkkale, in Turchia.